# Smith & Wesson Model 460
O Smith & Wesson Model 460 é um revólver de grande porte de cinco tiros, que atua em ação simples/dupla da Smith & Wesson, munido de câmara para o cartucho .460 S&W Magnum. Foi projetado como um revólver pessoal defensivo de caça perigosa para uso na África e no Alasca. O revólver é construído no chassi maior e mais forte da empresa, conhecido como "X-Frame", e representa um esforço conjunto entre Smith & Wesson, Hornady e Cor-Bon.

## Variantes
A Smith & Wesson oferece variantes, e sob elas, modelos deste revólver. Alguns com canos curtos e outros com canos bem longos:
- Model 460 V - variante "básica" com cano de 5 polegadas, com dois modelos
- Model 460 ES - variante de cano curto de 2,75 polegadas
- Model 460 XVR - variante principal, a sigla vem de "X-treme Velocity Revolver" com modelos nos seguintes tamanhos de cano: 3,5; 8,38; 10,5; 12 e 14 polegadas.